# Бела църква (община Кривогащани)
Вижте пояснителната страница за други значения на Бела църква.
Бела църква (изписване до 1945 година: Бѣла църква, на македонска литературна норма: Бела Црква) е село в централната част на Северна Македония, община Кривогащани.

## География
Селото е разположено в областта Пелагония, южно от общинския център Кривогащани, на левия бряг на Черна река.

## История
В църквата „Успение на Пресвета Богородица“, която е дала и името на селото Бела църква, има находки от елинистичната епоха.
В XIX век Бела църква е чисто българско село в Битолска кааза на Османската империя. Според статистиката на Васил Кънчов („Македония. Етнография и статистика“) от 1900 година Бѣла Църква има 500 жители, всички българи християни.
На Етнографската карта на Битолския вилает на Картографския институт в София от 1901 година Бела църква е чисто българско село в Битолската каза на Битолския санджак с 48 къщи.
Според Никола Киров („Крушово и борбите му за свобода“) към 1901 година Бѣла-църква има 60 български къщи.
В началото на XX век по-голямата част от жителите на селото са под върховенството на Българската екзархия. По данни на секретаря на екзархията Димитър Мишев („La Macédoine et sa Population Chrétienne“) през 1905 година в Бела църква има 240 българи екзархисти и 112 българи патриаршисти сърбомани. В селото работи българско училище.
При избухването на Балканската война трима души от Бела църква са доброволци в Македоно-одринското опълчение. След Междусъюзническата война селото попада в Сърбия.
По време на българското управление във Вардарска Македония в годините на Втората световна война, Георги Бабачев от Охрид е български кмет на Бела църква от 22 септември 1941 година до 9 септември 1944 година.
Според преброяването от 2002 година селото има 498 жители, всички северномакедонци.

## Личности
Родени в Бела църква
- Ангел Неданов Танушев, белоцърквенски селски войвода на ВМОРО, участвал с четата си в Илинденско-Преображенското въстание при битката на Мечкин камен в отряда на Пито Гули.[9][10]
- Ангеле Момиров, участник в Илинденско-Преображенското въстание[10]
- Атанас Георев, участник в Илинденско-Преображенското въстание[10]
- Атанас Петков, участник в Илинденско-Преображенското въстание[10]
- Атанас Николов, участник в Илинденско-Преображенското въстание[10]
- Блаже Милев, учител и участник в Илинденско-Преображенското въстание[10]
- Богдан Кукески, участник в Илинденско-Преображенското въстание[10]
- Богоя Георев, участник в Илинденско-Преображенското въстание[10]
- Божин Йовев, участник в Илинденско-Преображенското въстание[10]
- Веле Ангелов, участник в Илинденско-Преображенското въстание[10]
- Веле Янкулов, участник в Илинденско-Преображенското въстание[10]
- Велко Трайчев, участник в Илинденско-Преображенското въстание[10]
- Велко Христов, участник в Илинденско-Преображенското въстание[10]
- Георги Трайчев, участник в Илинденско-Преображенското въстание[10]
- Диме Христов, участник в Илинденско-Преображенското въстание[10]
- Илия Талев, участник в Илинденско-Преображенското въстание[10]
- Йоанче Милошев, участник в Илинденско-Преображенското въстание[10]
- Йоанче Христов, участник в Илинденско-Преображенското въстание[10]
- Йосиф Димов, участник в Илинденско-Преображенското въстание[10]
- Кочо Нешков, участник в Илинденско-Преображенското въстание[10]
- Кузман Христов, участник в Илинденско-Преображенското въстание[10]
- Митре Йосифов, участник в Илинденско-Преображенското въстание[10]
- Михаил Петрев, участник в Илинденско-Преображенското въстание[10]
- Неделко Колев, участник в Илинденско-Преображенското въстание[10]
- Никола Христов, участник в Илинденско-Преображенското въстание[10]
- Николе Нешков, участник в Илинденско-Преображенското въстание[10]
- Нове Стефанов, участник в Илинденско-Преображенското въстание[10]
- Павле Петрев, участник в Илинденско-Преображенското въстание[10]
- Павле Петрев Райчин, участник в Илинденско-Преображенското въстание[10]
- Петко Велев, участник в Илинденско-Преображенското въстание[10]
- Петко Донев, участник в Илинденско-Преображенското въстание[10]
- Петре Велев, участник в Илинденско-Преображенското въстание[10]
- Саботко Петрев, участник в Илинденско-Преображенското въстание[10]
- Секула Кукески, участник в Илинденско-Преображенското въстание[10]
- Соколе Иванов, участник в Илинденско-Преображенското въстание[10]
- Спиро Милев, участник в Илинденско-Преображенското въстание[10]
- Станко Велев, участник в Илинденско-Преображенското въстание[10]
- Стефан Йовев, участник в Илинденско-Преображенското въстание[10]
- Стоян Янкулов, участник в Илинденско-Преображенското въстание[10]
- Стефан Талев, участник в Илинденско-Преображенското въстание[10]
- Тале Петков, участник в Илинденско-Преображенското въстание[10]
- Тодор Стойчев, участник в Илинденско-Преображенското въстание[10]
- Тодор Стоянов, участник в Илинденско-Преображенското въстание[10]
- Толе Йовчев, участник в Илинденско-Преображенското въстание[10]
- Трайче Велков Танушев, участник в Илинденско-Преображенското въстание[10]
- Христо Павлев, участник в Илинденско-Преображенското въстание[10]
- Христо Стоянов, участник в Илинденско-Преображенското въстание[10]